# Nisipoasa, Prahova
Nisipoasa (mai vechi, Balabanu) este un sat în comuna Plopu din județul Prahova, Muntenia, România. La sfârșitul secolului al XIX-lea, satul avea 240 de locuitori și o biserică fondată de locuitori la 1874.
În 2011, satul avea o populație de 811 locuitori.